# Real Love
«Real Love» (с англ. — «Настоящая любовь») — песня английской рок-группы The Beatles, написанная Джоном Ленноном в 1980 году. Песню игнорировали вплоть до 1988 года, когда её использовали в альбоме саундтреков к фильму Imagine: John Lennon. В 1995 году три оставшихся члена группы, Пол Маккартни, Джордж Харрисон и Ринго Старр перезаписали песню. В качестве отдельного сингла она вышла 4 марта 1996 года, став первым треком в альбоме Anthology 2. Запись производилась в студии в Нью-Йорке в июле 1980 года и перезаписывалась в Суссексе в феврале 1995 года.

## История
Впервые наброски этой песни Джон Леннон написал в 1977 году на ручном кассетном магнитофоне, а профессиональная запись в шести вариантах делалась в 1979 и 1980 годах. Но тогда работа осталась незавершённой. Впервые идея перезаписать старые записи Леннона родилась у бывшего ассистента The Beatles Нила Аспиналла и Джорджа Харрисона, который попросил их у вдовы Леннона Йоко Оно. И только в 1994 году Йоко Оно передала кассету с исторической записью (а также с песнями «Free as a Bird», «Grow Old With Me» и «Now and Then») одному из битлов, Полу Маккартни. Это произошло в Нью-Йорке, куда Маккартни приехал на церемонию избрания Леннона в Зал славы рок-н-ролла. В своё время критики высоко оценили «Real Love», как одну из лучших в творчестве Джона Леннона (и единственную песню Битлз, где автором указан он один, а не в паре с Маккартни). Писали, что слова песни выражают такую мысль, что «любовь это ответ одиночеству» и что «эта связь есть антидот нереальности».
Сингл дебютировал в Британском хит-параде 16 марта 1996 года на № 4 с тиражом в 50 000 копий в первую неделю. По словам Geoff Baker (пресс-секретаря Beatles) они были удивлены, узнав, что после запуска всей серии Anthology 41 % покупателей их продукции были подростки".
Однако продвижение сингла в чарте было прекращено радиостанцией BBC Radio 1, которая исключила «Real Love» из своего плей-листа. Агентство Reuters, которое описывало Radio 1 как «крупнейшее радио поп-музыки», сообщало их отрицательное мнение на сей счёт: «Это не то, что хочет слушать наша аудитория … Мы современная музыкальная станция». Исключение сингла «Real Love» вызвало бурную реакцию фанов и даже комментарии со стороны двух членов британского парламента (MPs). Консерватор Harry Greenway назвал эту акцию цензурой.
Пол Маккартни разразился статьёй на 800 слов в газете The Daily Mirror, в которой писал:
«Нам совершенно не нужно, чтобы наш новый сингл "Real Love" становился хитом. Наша карьера вовсе не от этого зависит. Если Радио 1 считает нужным нас запретить, это не может разрушить нас в одночасье. Нельзя установить предельный срок для хорошей музыки. Приятно осознавать то, что пока детсадовские короли Радио 1 думают, что Битлз уже слишком устарели, огромное число молодых британских групп совсем не разделяют этого мнения».
В итоге, «Real Love» продержался в чарте 7 недель, так и не поднявшись выше первоначального четвёртого места. В США сингл дебютировал 30 марта и поднялся до 11-го места (общий тираж в США за четыре месяца релиза составил 500 000 экземпляров). Сингл был сертифицирован RIAA как золотой в США.

## Участники записи

### Версия Beatles
- Джон Леннон — вокал, фортепиано
- Пол Маккартни — бэк-вокал, фортепиано, бас-гитара, акустическая гитара, клавесин
- Джордж Харрисон — бэк-вокал, акустическая гитара, электрогитара, гармонь
- Ринго Старр — ударные

## Чарты и сертификация
| Чарт (1996)                         | Высшая позиция |
| ----------------------------------- | -------------- |
| Австралия (ARIA)                    | 6              |
| Бельгия/Фландрия (Ultratop 50)      | 50             |
| Канада (RPM Top Singles)            | 12             |
| Канада (RPM Adult Contemporary)     | 38             |
| Чехия (IFPI CR)                     | 2              |
| Дания (IFPI)                        | 8              |
| Европа (Eurochart Hot 100)          | 5              |
| Финляндия (Suomen virallinen lista) | 4              |
| Франция (SNEP)                      | 36             |
| Германия (GfK)                      | 45             |
| Венгрия (Mahasz)                    | 8              |
| Ирландия (IRMA)                     | 8              |
| Италия (Musica e dischi)            | 6              |
| Нидерланды (Dutch Top 40)           | 20             |
| Нидерланды (Single Top 100)         | 21             |
| Шотландия (OCC Scotland)            | 4              |
| Швеция (Sverigetopplistan)          | 2              |
| Швейцария (Schweizer Hitparade)     | 26             |
| Великобритания (OCC UK Singles)     | 4              |
| США (Billboard Hot 100)             | 11             |
| США (Cash Box Top 100)              | 10             |

| Чарт (1996)               | Позиция |
| ------------------------- | ------- |
| Канада (Top Singles, RPM) | 86      |

| Регион                                                      | Сертификация | Продажи  |
| ----------------------------------------------------------- | ------------ | -------- |
| США (RIAA)                                                  | Золотой      | 500 000^ |
| ^ Данные о тиражах приведены только на основе сертификации. |              |          |

## Состав трека
Все треки написаны дуэтом Леннон/Маккартни, кроме «Real Love».
7" (R6425)
1. «Real Love» (Леннон) — 3:54
2. «Baby's in Black» — 3:03
  - Записано на концерте в Hollywood Bowl, 29 (вводные слова) и 30 (музыка) августа 1965 года.

CD (CDR6425)
1. «Real Love» (Леннон) — 3:54
2. «Baby’s in Black» — 3:03
  - Записано на концерте в Hollywood Bowl, 29 (вводные слова) и 30 (музыка) августа 1965 года.
3. «Yellow Submarine» — 2:48
  - Записано 26 мая и 1 июня 1966 года в студии EMI. Новый микшированный вариант записи с ранее нереализованным «маршевым» вступлением и звуковыми эффектами, увеличенными в громкости.
4. «Here, There and Everywhere» — 2:23
  - Записано 16 июня 1966 года в студии EMI. Комбинация 7 дубля (моноверсия с вокалом Пола) и стереоверсии 1995 года с вокальными партиями.